# Alaincourt-la-Côte
Alaincourt-la-Côte é uma comuna francesa na região administrativa de Grande Leste, no departamento de Mosela. Estende-se por uma área de 4,17 km². Em 2010 a comuna tinha 157 habitantes (densidade: 37,6 hab./km²).